# My Jamaican Guy
«My Jamaican Guy» (español: «Mi hombre jamaicano») fue el tercer sencillo de álbum de Grace Jones Living My Life, su tercer y último disco grabado en el famoso Compass Point Studios en Nassau, Bahamas. El sencillo fue lanzado en enero de 1983.
La canción fue lanzada en diversas formas remezcladas y fue un éxito considerable. También aparece en el documental-musical A One Man Show, en la que Grace besa su propia imagen.
LL Cool J hace un sample para su sencillo "Doin It", y, posteriormente, Keri Hilson lo hace para su canción "Do It".

## Versión 12"
Las versiones en 12" de los Estados Unidos y el Reino Unido diferían sustancialmente; la versión de Estados Unidos (7:01) era en realidad una remezcla de álbum inédito y que más tarde fue incluida en el álbum recopiñatorio de 1998 Private Life: The Compass Point Sessions. La mezcla en 12" del Reino Unido se abre con los primeros cuatro minutos de la versión del álbum Living My Life, luego corta a los tres últimos minutos de la versión dub "J.A. Guys" - la versión completa de la que a su vez fue lanzado como el lado B en Estados Unidos de la versión en 12" de "Cry Now, Laugh Later". Tanto la remezcla en 12" de "My Jamaican Guy" como la versión dub permanecen inéditas en CD.

## Versión
La imagen icónica de la portada fue creada por Jean-Paul Goude. Una versión de este cover fue utilizada para el álbum recopilatorio The Ultimate Collection.

## Lista de canciones
- AU 7" sencillo (1982) Island/Festival K 8995

1. "My Jamaican Guy" (Editada) - 3:37
2. "J.A. Guys" (Dub)- 3:48

- GE 12" sencillo (1983) 600 735

1. "My Jamaican Guy" - 4:02
2. "J.A. Guys" (Dub) - 3:00
3. "Cry Now, Laugh Later" (Remix) - 5:55

- JP 7" promo (1982) 7S-83

1. "My Jamaican Guy"
2. "Everybody Hold Still"

- UK 7" sencillo (1983) Island IS/ISP 103

1. "My Jamaican Guy" (Editada) - 3:36
2. "Cry Now, Laugh Later" (Editada) - 4:25

- UK 12" sencillo (1983) Island 12IS 103

1. "My Jamaican Guy" - 4:05
2. "J.A. Guys" (Dub) - 3:00
3. "Cry Now, Laugh Later" (Remix) - 5:55

- US 12" sencillo (1982)

1. "My Jamaican Guy" - 7:01
2. "J.A. Guys" (Dub) - 7:15

- US 12" promo (1982) Island DMD 367

1. "J.A. Guys" (Dub) - 7:15
2. "Nipple To The Bottle" (Otra Versión) - 6:57

## Listas musicales
- La canción alcanzó el puesto #56 en el Reino Unido en 1983.

- Datos: Q6945730